# Sigoyer (Alpes-de-Haute-Provence)
Sigoyer település Franciaországban, Alpes-de-Haute-Provence megyében. Lakosainak száma 101 fő (2022. január 1.). Sigoyer Melve, La Motte-du-Caire, Thèze, Vaumeilh, Le Poët és Upaix községekkel határos.

## Népesség
A település népessége az elmúlt években az alábbi módon változott:
| Lakosok száma | 70   | 83   | 88   | 82   | 103  | 104  | 107  | 103  | 101  | 101  |
|               | 1968 | 1982 | 1990 | 2006 | 2013 | 2015 | 2017 | 2019 | 2020 | 2022 |